# Маргаліт Фінкельберг
Margalit Фінкельберг (ім'я при народженні — Маргарита Георгіївна Карпюк, нар. 1947, Мінськ, івр. מרגלית פינקלברג) — радянська, а потім ізраїльська історик та лінгвіст, професорка кафедри класичної філології Тель-Авівського університету, член Ізраїльської академії природничих і гуманітарних наук. З 2011 по 2016 рік займала пост президента Ізраїльського товариства сприяння дослідженням класичної філології. Сестра історика Сергія Карпюка.

## Раннє життя
Фінкельберг народилася в столиці білорусі — Мінську в 1947 році й емігрувала до Ізраїлю в 1975 році. Отримала ступінь Ph.D. з Єврейського університету в Єрусалимі.
Закінчила МДУ (відділення класичної філології) у 1969 році, пізніше — навчалась у цьому ж університеті в аспірантурі до 1972 року. Брала участь у виготовленні «Хроніки поточних подій». У 1975 році емігрувала з чоловіком до Ізраїлю.
Пізніше жінка вирішила розширити коло своїх досліджень, включивши туди археологію Середземномор'я пізнього бронзового віку та раннього залізного віку.
Ще за радянських часів зайнялася вивченням давньогрецької літератури, зокрема Гомера, у тих історичних реаліях на той час. Захистила докторську дисертацію в Ізраїлі. Російською мовою опубліковано її переклад «Юдейської війни» Йосипа Флавія.
Декілька років по тому, ще викладаючи в Тель-Авівському університеті, Фінкельберг опублікувала книгу «Народження літературної фантастики в Стародавній Греції» у 1998 році. З 1999 по 2000 рік Фінкельберг навчалася як запрошений науковий співробітник у коледжі All Souls в Оксфорді, де почала будувати своє майбутнє. книга «Греки та до-греки: Егейська передісторія та грецькі героїчні традиції».
На початку 2000-х Фінкельберг співпрацював з Гаєм Струмсом в Інституті перспективних досліджень Єврейського університету в Єрусалимі (нині відомий як Ізраїльський інститут перспективних досліджень) для дослідження «Механізми створення канонів у стародавніх суспільствах».
У 2011 році вона була обрана президентом Ізраїльського товариства сприяння класичним дослідженням та увійшла до складу Комітету з оцінки археології. Навчальні програми в Університеті Бен-Гуріона у Негеві

## Кар'єра
Фінкельберг почала свою викладацьку кар'єру у 1987 році в Єврейському університеті, а з 1991 року викладала у Тель-Авівському університеті. Перебуваючи там, вона була лауреатом премії Гілдерслів 1991 року від Johns Hopkins University Press за найкращу статтю, опубліковану в американському журналі American Journal of Philology. Кілька років потому, ще викладаючи в Тель-Авівському університеті, у 1998 році Фінкельберг опублікувала свою першу працю на тему античності — книгу «Народження літературної фантастики в Стародавній Греції», З 1999 по 2000 рік Фінкельберг навчалася в All Souls College в Оксфорді, де почала створювати свою ще одну книгу присвячену античності: « Греки та догреки: Егейська передісторія та грецька героїчна традиція».
На початку 2000-х Фінкельберг співпрацювала з Гаєм Строумсою в Інституті перспективних досліджень Єврейського університету в Єрусалимі (нині університет відомий під назвою Ізраїльський інститут перспективних досліджень) для дослідження «Механізмів створення канонів у стародавніх суспільствах». Пізніше, а конкретніше у 2003 році, ця праця знайшла своє втілення в їхній книзі «Гомер, Біблія та не тільки: літературні та релігійні канони в стародавньому світі». Незважаючи на це, Фінкельберг все ж таки продовжувала писати про лінгвістику. У статті 2001 року Маргаліт стверджувала, що існує «високий ступінь відповідності між фонологічною та морфологічною системою мінойської та лікійської мов» і припустила, що «мова лінійного письма А є або прямим предком лікійської мови, або близькоспоріднененою».
Ще в аспірантурі московського університету вона почала працювати над "Народженням літературного вимислу"; у переробленому та оновленому вигляді ця праця була двічі опублікована в Оксфорді в 1998 та 2004. Російською мовою московсько-єрусалимським видавництвом "Гешарим-Мости культури" було опубліковано її переклад "Юдейської війни" Йосипа Флавія.
Вона автор двох монографій англійською мовою, творець важливої збірки про грецький та біблійний канон, автор безлічі наукових статей. Маргаліт Фінкельберг був членом All Souls College, Oxford і Institute of Advanced Study, Princeton.
У квітні 2008 Маргаліт Фінкельберг побувала в Москві: прочитала доповідь «Гектор, скажи Ахіллу, що мирмідонці загинули...»: позитивне та негативне сприйняття Гомера в Римі та прочитала лекцію «Гомеровська енциклопедія: підбиваючи підсумки чи намічаючи майбутнє?
Починаючи з 2002 року, Фінкельберг очолювала кафедру класичної філології Тель-Авівського університету до 2006 року У 2005 році Фінкельберг стала членом Ізраїльської академії наук і гуманітарних наук. Того ж року вона також опублікувала свою працю «Греки та догреки: Егейська передісторія та грецька героїчна традиція». З 2006 по 2007 рік Фінкельберг була членом Інституту перспективних досліджень у Прінстоні, у штаті Нью-Джерсі. Перебуваючи там, вона отримала фінансування для вивчення впливу гомерівських поем на літературу.
У 2011 році вона була обрана на пост президента Ізраїльського товариства сприяння дослідженням класичної філології і двічі була обрана членом Комітету з оцінки програм вивчення археології в Університеті Бен-Гуріона в Негеві. На наступний рік жінка відредагувала першу енциклопедію Гомера, яка вважалася першим довідником про грецького поета Гомера. Маргаліт також була лауреаткою премії Ротшильда з гуманітарних наук у 2012 році. У 2013 році Фінкельберг була членом Комітету з розгляду премії Дена Девіда за класичну філологію і сучасну спадщину стародавнього світу. Вона також була міжнародною запрошеною дослідницею в Університеті Британської Колумбії. У 2016 році Фінкельберг добровільно залишила посаду президента Ізраїльського товариства сприяння дослідженням класичної філології.
У 2017 році жінка перестала займатися викладанням

## Вибрані публікації
Нижче наведено список вибраних публікацій Маргаліт Фінкельберг:
- Народження художньої літератури в Стародавній Греції (1998)
- Гомер, Біблія і не тільки: літературні та релігійні канони в стародавньому світі (2003)
- Народження художньої літератури в Стародавній Греції (2004)
- Греки та догреки: передісторія Егейського моря та грецька героїчна традиція (2005)
- Воротар: розповідний голос у діалогах Платона (2019)
- Гомер і ранній грецький епос. Збірник нарисів (2020)